# ۱-داوکسی-دی-زایلولوز ۵-فسفات
۱-داوکسی-دی-زایلولوز ۵-فسفات  (به انگلیسی: 1-Deoxy-D-xylulose 5-phosphate) با فرمول شیمیایی C5H11O7P یک ترکیب شیمیایی با شناسه پاب‌کم 6683 است. که جرم مولی آن ۲۱۴٫۱۱ گرم بر مول می‌باشد. 